# 50번가역 (IRT 브로드웨이-7번로선)
50번가(영어: 50th Street)역은 뉴욕 지하철 IRT 브로드웨이 7번로선의 역이다. 극장 구역의 북서쪽 모퉁이에 있는 50번가와 브로드웨이 교차로에 위치해 있으며, 전시간 1 열차가, 심야에는 2 열차가 운행한다.
50번가역은 1900년에 승인된 도시 최초의 지하철 노선의 일부로 인터버러 래피드 트랜짓 컴퍼니(IRT)용으로 건설되었다. 50번가역을 포함한 노선 구간은 같은 해 9월 19일에 착공되었다. 1904년 10월 27일 뉴욕 지하철의 28개 역 중 하나로 개업했다. 역의 승강장은 개업 이후 확장되었다.
50번가역은 2면 4선 상대식 승강장이며, 급행열차는 내부 2선로를 사용하여 역을 우회한다. 역은 타일과 모자이크 장식으로 지어졌다. 승강장에는 50번가와 브로드웨이로 가는 출구가 있으며 운임 구역 내에서 서로 연결되어 있지 않다.

## 역 구조
틀:NYCS Platform Layout IRT Broadway–Seventh Avenue Line/local

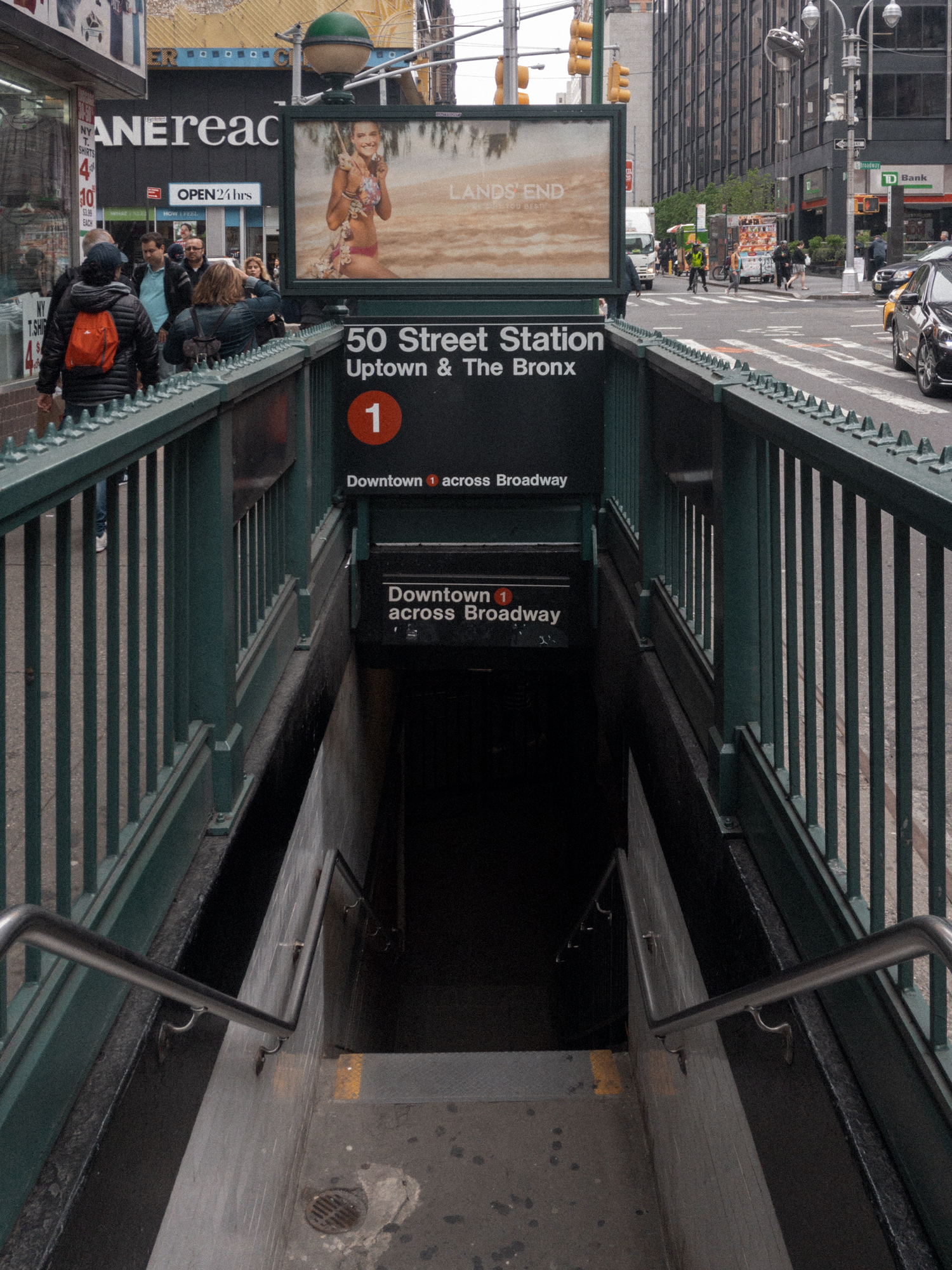
상행 승강장 방면 출구

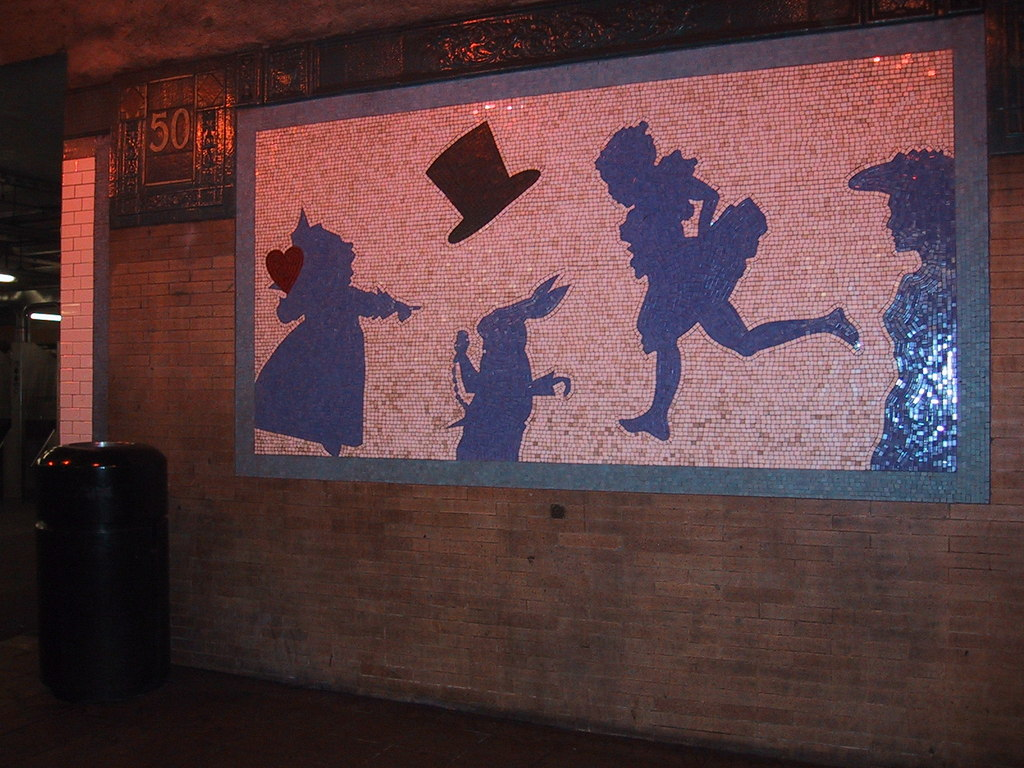
릴리아나 포터의 모자이크 작품

다른 완행역들과 마찬가지로 50번가역은 2면 4선의 상대식 승강장을 가지고 있다. 2개의 급행 선로는 주간 2,3번 열차가 전시간에 사용한다. 승강장은 원래 IRT의 다른 완행역과 마찬가지로 길이가 200 피트 (61 m)였으나:4:8 1958-1959년 승강장 확장으로 길이가 520 피트 (160 m)가 되었다.

### 디자인
기존 IRT의 일부로 지어진 다른 역들과 마찬가지로, 각 승강장은 배수 분지를 갖춘 3-인치-thick (7.6 cm) 두께의 콘크리트 슬래브로 구성되어 있다. 기존 승강장은 15 피트 (4.6 m) 간격으로 원형 주철 도리스 양식 기둥이 있는 반면, 승강장 확장부에는 I-빔 기둥이 있다. 선로 사이의 추가 기둥은 가로 아치 위에 배치되어 잭 아치형 콘크리트 역 지붕을 지지한다.:4:8
역 장식은 녹색 파양스 역명판, 청색 기와띠, 녹색 처마 장식, 청색판으로 구성되어 있다.:36 모든 원래 IRT 역의 모자이크 타일은 각 역의 설치를 하청한 아메리칸 인코스틱 타일 컴퍼니(American Encaustic Tile Company)에서 제조했다.:31 장식 작업은 타일 계약자 맨해튼 글래스 타일 컴퍼니(Manhattan Glass Tile Company)와 파양스 계약자 그루비 파이언스 컴퍼니(Grueby Faience Company)에 의해 수행되었다.:36 원래 승강장과 운임 구역의 천장에는 석고 몰딩이 포함되어 있다.:10 이 역의 기존 타일 판은 대부분 개조 과정에서 철거되었으며, 글자가 인쇄된 훨씬 단순한 파란색, 녹색, 빨간색 모자이크로 대체되었다. 원래의 타일 판 중 하나는 뉴욕 교통 박물관에 보존되었다.
이 역에는 1994년 설치된 루이스 캐롤의 《이상한 나라의 앨리스》에 나오는 인물들을 묘사한 모자이크 시리즈인 릴리아나 포터의 《앨리스, 더 웨이 아웃(Alice, The Way Out)》이 있다.

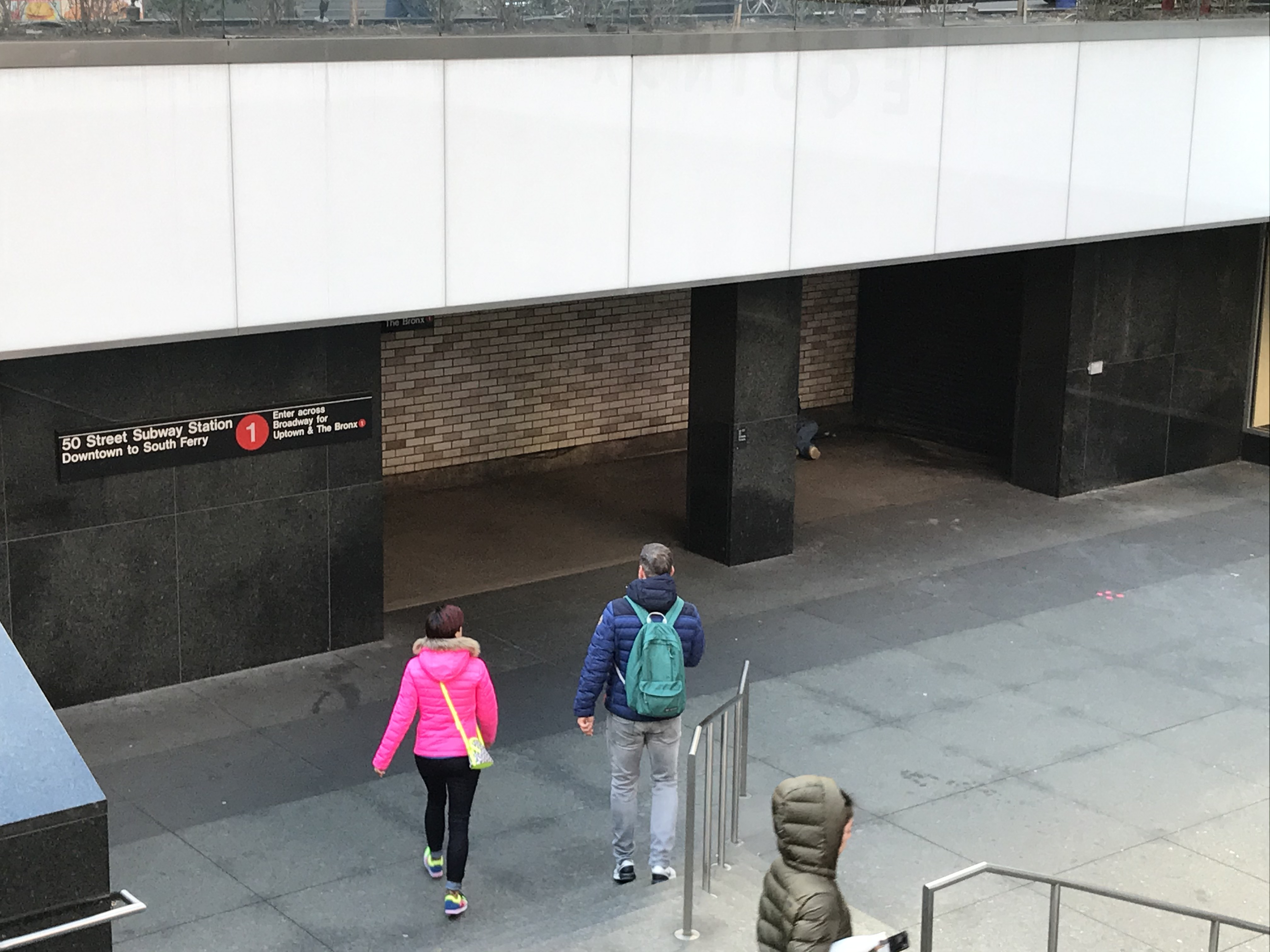
남행 승강장 방면 출구

### 출구
각 승강장 중앙에는 동일층의 운임 구역이 있으며, 방향 간의 횡단 통로가 없다. 각 운임 구역에는 토큰 부스, 개찰구, 신문 가판대가 있다. 북행에는 50번가와 브로드웨이의 북동쪽 모퉁이에 2개, 남동쪽 모퉁이에 1개, 브로드웨이와 7번가 사이의 50번가 중간 블록 남쪽에 있는 건물 내부 1개, 총 4개의 계단이 있다.
남행 승강장에는 브로드웨이 서쪽 50번가 남쪽 출구에 지하 쇼핑 아케이드가 있고, 50번가와 브로드웨이의 북서쪽 모퉁이에 있는 파라마운트 플라자의 남쪽 움푹 들어간 안뜰로 나가는 출구가 있다.